# Бобир Андрій Матвійович
Андрі́й Матві́йович Боби́р (13 грудня 1915, Ничипорівка Пирятинського пов. Полтавської губ. — 18 травня 1994, Київ) — український співак-бандурист, диригент, педагог.  Народний артист Української РСР (1986).

## Життєпис

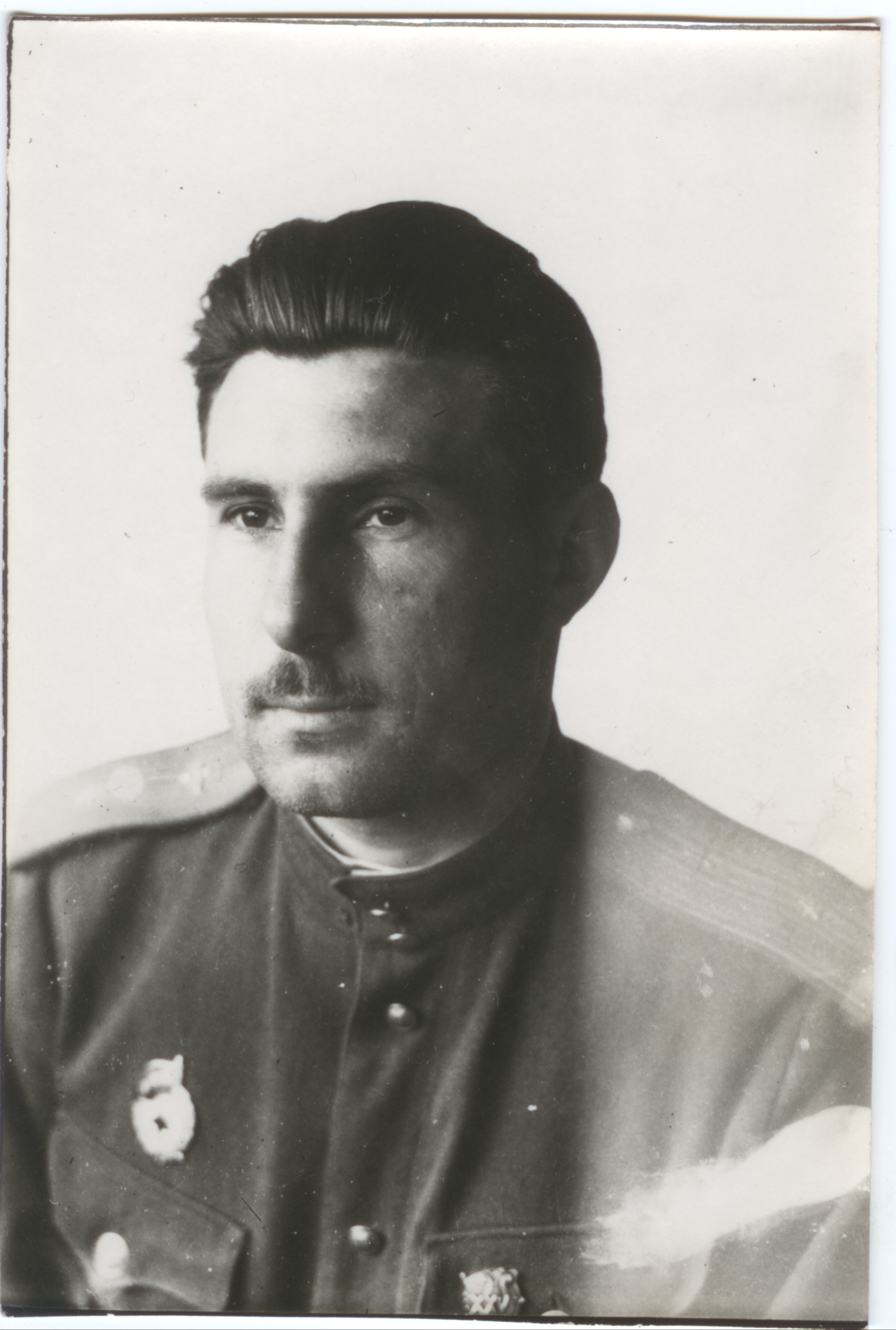
Бобир Андрій. Під час Другої світової війни льотчик Червоної армії

Навчався в Київському музично-театральному технікумі яку закінчив в 1941. Закінчив Київську консерваторію по класу Григорія Верьовки та Г.Компанійця (1947), та аспірантуру (1951).

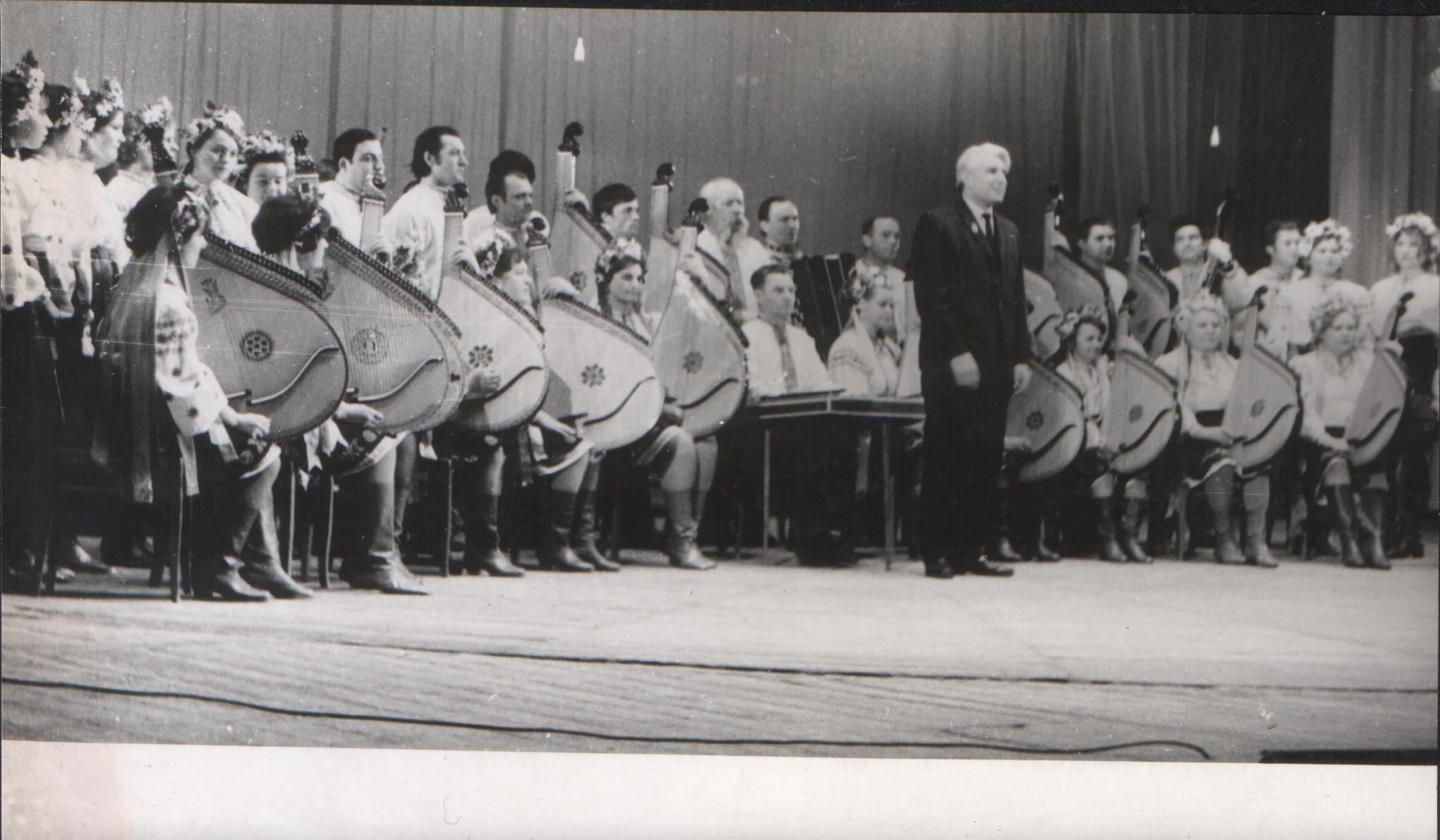
Диригент — Андрій Матвійович Бобир (Жовтневий палац, Київ, 1974)

1946—1963 — художній керівник Ансамблю бандуристів Українського радіо, З 1965 — художній керівник і головний диригент Оркестру народних інструментів Українського радіо. 1949—1979 — викладач Київської консерваторії, з 1992 — працівник Державного музею театрального, музичного та кіномистецтва України. Народний артист УРСР (1986).
Автор понад 500 обробок народних пісень і танців, п'єс для бандури.
Серед учнів А. Омельченко, В. І. Войт, Ю. Гамова, М. Гвоздь, В. Герасименко, Ю. Демчук, В. Кухта, В. Лобко, Н. Москвіна, Н. Павленко, А. Омельченко, В. Третякова, Анатолій Грицай, В. Кухта, В. Лобко та інші.
В репертуарі думи Маруся Богуславка, про втечу трьох братів з Азова, Про Леніна та інші. Зробив понад 500 обробок пісень і танців та п'єс для бандури.
Мелодія пісні «Реве та стогне Дніпр широкий», у виконанні Андрія Бобира, стала музичними позивними Українського радіо в Другу світову війну (радіо «Дніпро») й донині є позивними Першого каналу Українського радіо та Всесвітньої служби радіомовлення України).